# Пам'ятник Данилові Галицькому (Львів)
Пам'ятник Данилу Романовичу — монумент у Львові, споруджений на честь засновника міста короля Данила Романовича.

## Розташування
Монумент встановили у місті Львів на площі Галицькій, біля колишньої Галицької брами, одного з двох давніх в'їздів до міста, що нині не існує.

## Історія
Ідея встановити пам'ятник Данилу Романовичу з'явилася ще у 1947 році. 1999 року Львівська міська влада, Спілка архітекторів та Спілка художників України оголосили всеукраїнський конкурс на проект пам'ятника. Спорудження монумента було приурочено до 800-річчя від дня народження Данила Романовича у 2001 році. Серед локацій, для встановлення пам'ятника, розглядалися площі Соборна та Старий ринок, а також Високий замок.
Під час проведення конкурсу було розглянуто понад 20 проектів пам'ятника, які подавалися на конкурс анонімно, під девізами. Всі проекти були виставлені у Львівському палаці мистецтв на суд глядачів - професіоналів і любителів, були враховані багато різних варіантів і пропозицій.
Авторитетне журі зупинило свій вибір на композиції авторської групи скульпторів Василя Ярича, Романа Романовича та архітектора Яреми Чурилика, які стали переможцями конкурсу.
Проект-переможець — молодий воїн, піднятий на стременах, мудрий та войовничий князь, який вдало відображає історичну епоху в цілому. 5-метрова скульптура у бронзі була відлита в короткий термін: виготовлення пам'ятника повністю взяла на себе Львівська кераміко-скульптурна фабрика.
Відкрили пам'ятник під час Міжнародного економічного форуму з питань прикордонного співробітництва 29 жовтня 2001 року.

## Опис
Над створенням пам'ятника працювали скульптори: Василь Ярич та Роман Романович, архітектор — Ярема Чурилик. На виготовлення пам'ятнику пішло 9 тонн бронзи і 60 тонн граніту. Висота пам'ятника — 18 м.
Сам пам'ятник, маючи загальну висоту в десять метрів, складається з бронзової кінної скульптури та високого гранітного постаменту з написом «Король Данило». Король Данило сидить на коні без корони, яка, разом з тризубом, прикріплена до постаменту під скульптурою. На чотири сторони світу споглядають леви в кутах постаменту та грифони на сідлі вершника.